# Laverton Shire
Koordinaten: 28° 37′ S, 122° 24′ O

Das Shire of Laverton ist ein lokales Verwaltungsgebiet (LGA) im australischen Bundesstaat Western Australia. Das Gebiet ist 179.994 km² groß und hat etwa 1330 Einwohner (2021).
Laverton liegt im Osten des Staats an der Grenze zu South Australia etwa 700 bis 1400 Kilometer östlich der Hauptstadt Perth. Das Gebiet umfasst 6 Ortschaften und Ortsteile: Bandya, Beadell, Cosmo Newbery, Laverton, Lake Wells und Neale. Der Sitz des Shire Councils befindet sich in der Ortschaft Laverton, wo etwa 400 Einwohner leben (2021).

## Verwaltung
Der Laverton Council hat sieben Mitglieder. Sie werden von allen Bewohnern des Shires gewählt. Kulin ist nicht in Bezirke unterteilt. Aus dem Kreis der Councillor rekrutiert sich auch der Ratsvorsitzende und President des Shires.
Die Aufteilung in Wards (Wahlbezirke) wurde 2011 aufgehoben.